# Edson Tortolero
Edson Argenis Tortolero Román (né le 27 août 1971 au Venezuela) est un joueur de football international vénézuélien, qui évoluait au poste de milieu de terrain.

## Biographie

### Carrière en sélection
Avec l'équipe du Venezuela, il joue 39 matchs (pour 3 buts inscrits) entre 1993 et 2006. 
Il figure dans le groupe des sélectionnés lors des Copa América de 1995 et de 1999.
Il joue 16 matchs comptant pour les tours préliminaires de la coupe du monde, lors des éditions 1994, 1998 et 2002.